# Кам'янець-Подільський автоагрегатний завод
Кам'янець-Подільськавтоагрегат (КПАА), автоагрегатний завод, Кам'янець-Подільський — Публічне акціонерне товариство, основним напрямком діяльності якого є випуск вузлів, агрегатів і окремих деталей до вантажних автомобілів, автобусів і тролейбусів.

## Історія
21 грудня 1932 року вважається першим днем роботи заводу Кам'янець-Подільськавтоагрегат. Того дня 32 працівника розпочали діяльність майстерні з капітального ремонту двигунів тракторів, комбайнів, радіаторів та інших вузлів сільгосптехніки.
1947 рік
МТС розширюється до масштабів міжрайонної майстерні, а протягом одинадцяти років розвиток досягає заводського рівня.
1959 рік
Підприємство отримує офіційну назву Кам'янець-Подільський завод «Автозапчастина», у штат якого входить 140 працівників. Директором заводу на той момент був Віктор Фролов. У той час завод, окрім ремонту, починає повномасштабне виробництво окремих запчастин до автотранспорту.
1966 рік
Міністерство автомобільної промисловості своїм наказом реорганізовує підприємство в «Кам'янець-Подільський автоагрегатний завод» з чисельністю 415 чоловік, на чолі якого стояв Ігор Бєлінський. Це був час, коли завод починає співпрацю з Кременчуцьким об'єднанням «АвтоКрАЗ».
1976 рік
На чолі з Йосипом Добровольським Кам'янець-Подільський автоагрегатний завод входить до складу об'єднання АвтоКрАЗ, а на виробництві працює 694 людини.
80-ті-початок 90-х років
Найбільш прогресивний період в історії розвитку заводу. Але в 90-х роках, в період загальної дестабілізації, автоагрегатний завод також поніс промислові втрати: величезні замовлення тануть на очах, а поступово і зовсім припиняються.
1995 рік
Відкрите акціонерне товариство «Кам'янець-Подільськавтоагрегат» з чисельністю 594 працівника.
1996-2003 роки
Цей період можна назвати самим похмурим в історії Кам'янець-Подільського автоагрегатного заводу. Але директору Анатолію Карпову за підтримки головного інженера Володимира Кушпіля вдалося врятувати завод від банкрутства і навіть від продажу його частинами. Треба відзначити в цьому і заслугу робітників, які працювали буквально на голому ентузіазмі.
2003-2005 роки
Все найгірше, здавалося, залишається позаду і поряд із загальним зростанням економіки в країні, зростає попит на вантажні автомобілі. У 2004 році «АвтоКрАЗ» отримав солідне замовлення від Міністерства оборони України на 2,5 тисячі вантажівок.
2005-2007 роки
Заводом керував Юрій Розанов. В період його правління підприємство освоїло виробництво нової продукції для автобусів ЛАЗ, тролейбусів Skoda та автомобілів ГАЗ. У ці ж роки зароджується ще один напрямок роботи — продаж власної продукції.
2008-2010 роки
Загальна фінансово-економічна криза не обійшла стороною «Кам'янець-Подільськавтоагрегат». Обсяги виробництва різко впали, а в 2010 році їх практично не було. Підприємство пережило серйозне скорочення — з 240 працівників залишилося 85.
2012 рік
Завод набуває незалежність від Холдингової компанії «АвтоКрАЗ» і трансформується в Публічне акціонерне товариство «Кам'янець-Подільськавтоагрегат», а біля керма стає молодий директор Максим Островський.
2013 рік
Спільне виробництво з компанією Автотехцентр 3000 нової продукції, застосовуваної на великовантажних автомобілях імпортного виробництва і на осьових агрегатах BPW (Bergische Achsen) і SAF-Holland причепів і напівпричепів вантажних автомобілів.
2014 рік
ПАТ «КПАА» отримало ексклюзивне право на виробництво всього спектру виробів для імпортної вантажної техніки, що випускаються під торговою маркою ATWAY, зареєстрованої Автотехцентр 3000.

## Продукція
На сучасному етапі завод орієнтований на виготовлення агрегатів і деталей для автомобільної марки КрАЗ:
- лебідки,
- гідропідсилювачі керма,
- гідроциліндри,
- проміжна опора,
- насос гідропідсилювача,
- гак тягової,
- гальмівні колодки,
- амортизатори тощо

Продукція, застосовна як для КрАЗ, так і для імпортних великовантажних автомобілів Mercedes, Volvo, Renault: підсилювач виключення зчеплення.
Продукція ATWAY — вузли та деталі для імпортної вантажної техніки.

## Преса про завод
1. https://web.archive.org/web/20141129091955/http://podolyanin.com.ua/celebrities/48/5466/